# Dryodurgades formosana
Dryodurgades formosana är en insektsart som beskrevs av Matsumura 1912. Dryodurgades formosana ingår i släktet Dryodurgades och familjen dvärgstritar. Inga underarter finns listade i Catalogue of Life.